# 第14160號行政命令
第14160号行政命令，標題為《保护美国公民身份的意义和价值》（英語：Protecting the Meaning and Value of American Citizenship），是美国第47任总统唐納·川普于2025年1月20日（其第二任期开始的第一天）签署的一份行政命令。这份行政命令通过挑战之前对于美国宪法第十四修正案中公民权条款的主流解释，来终止无条件的出生公民权。在此行政命令下，非法移民和临时签证持有者（如游客、学生、临时劳工）在美国内所生子女不能自动获得美国公民权，这个规定类似目前英国、澳大利亚等国的规定，即儿童父母至少有一方是公民或永久居民（在一些国家也常被称为或“绿卡持有者”），他们在那个国家出生的子女才能自动获得公民权。

## 背景
出生公民权出自宪法第十四修正案，最初是为了保障黑人权利而设立。美国内战后南方多州推出黑人法令，表面看来并未恢复奴隶制，但实际却在许多方面严重限制了黑人权利。为了为黑人增加宪法的保障，美国国会提出宪法第十四修正案。其中“所有于合众国出生或归化合众国并受其管辖者，皆为合众国及其居住州之公民”这一条款的制定，是为了给予“美国公民”一个清晰的定义。
1895年，出生于美国的华人黄金德返美时，被美国移民局引用《排华法案》拒绝入境。黄金德起诉政府，要求承认自己的公民权，是为合众国诉黄金德案。1898年美国最高法院对此做出裁决，将第十四修正案的公民权条款，明确解释为“凡在美国出生的儿童即成为美国公民”。

## 条款
美国宪法第十四修正案中提到在美国出生、并“受其（美国）管辖”（subject to the jurisdiction）的人具有美国公民权。特朗普的行政命令试图重新解释“受其（美国）管辖”这一条件。因为特朗普认为有两类人不算“受其（美国）管辖”，因此他们在美国出生的儿童不能自动获得美国公民权：
- 儿童出生时，母亲在美国没有合法居留身份，而父亲既不是美国公民也不是合法永久居民。[6]
- 儿童出生时，母亲以临时身份（如学生签证、工作签证、旅游签证或以免签证计划等入境并临时居留）居住在美国，而孩子出生时父亲既不是美国公民也不是合法永久居民。[6]

该行政命令仅对命令发布之日起30天后出生的人有效，即适用于2025年2月19日以后出生的儿童。

## 相关法律挑战
该行政命令一经公布，即引起公众极大关注，同时被美国公民自由联盟和亚裔法律联盟等起诉。2025年1月21日，18个州檢察長向马萨诸塞联邦地区法院提起诉讼挑战该命令的合法性。类似的诉讼也在华盛顿西区联邦地区法院和马里兰联邦地区法院被提交。
2025年1月23日，华盛顿州联邦地区法院的约翰·C·考夫诺尔下令暂时阻止该行政命令，他称該行政命令“公然违宪”（blatantly unconstitutional）。
2025年2月6日，马里蘭州聯邦地區法院法官波德曼（Deborah Boardman）以該行政命令「違背了具有 125 年歷史的最高法院判例，也違背了我國 250 年的出生即為公民的歷史」，裁定違憲以及無限期禁止該行政命令實施。
2025年2月10日，新罕布什爾州聯邦地區法院法官拉普拉內（Joseph LaPlante）發表初步禁令，阻止特朗普廢除出生公民權的行政命令。
2025年2月13日，麻薩諸塞州聯邦地區法院法官索羅金（Leo Sorokin）以出生公民權「並不取決於孩子父母的身份，也不必像被告所主張的那樣具有排他性」，裁定特朗普的行政命令違憲，要求暫緩執行總統川普的終止「出生公民權」行政令。
2025年2月19日，舊金山聯邦第9巡迴上訴法院駁回川普政府請求暫停西雅圖聯邦法官全國禁止實施第14160號行政命令，仍維持下級法院裁決。
2025年6月27日，美国最高法院以6比3裁定，限制联邦法官阻止总统执行行政命令的权利，意即上述联邦法官的禁令只能在提起诉讼的原告州生效。
2025年7月10日，新罕布什爾州聯邦地區法官拉普蘭特（Joseph LaPlante）再次裁決該行政命令違憲，同時頒布全國性禁令阻止該行政命令的實施。法官引述了美國最高法院裁決中的一個例外條款，即允許法官在集體訴訟（Class-action suits）中繼續頒布全國範圍禁令。